# Renacer
Renacer è il quinto album in studio del gruppo musicale statunitense Senses Fail, pubblicato nel 2013.

## Tracce
1. Renacer – 2:27
2. Holy Mountain – 3:52
3. Mi Amor – 3:29
4. Closure/Rebirth – 3:24
5. The Path – 3:54
6. Canine – 3:27
7. Glass – 4:22
8. Ancient Tombs – 4:00
9. Frost Flower – 2:22
10. Snake Bite – 3:45
11. Courage of the Knife – 3:15
12. Between the Mountains and the Sea – 4:57

## Formazione
- James "Buddy" Nielsen – voce
- Zack Roach – chitarra, cori, basso
- Matt Smith – chitarra, cori
- Dan Trapp – batteria, percussioni